# Sofia Open 2020
Sofia Open 2020 — тенісний турнір, що проходив на кортах з твердим покриттям у місті Софія, Болгарія з 9 листопада. Належав до категорії ATP 250.

## Фінальна частина

### Одиночний розряд
Яннік Сіннер —  Вашек Поспішил 6–4, 3–6, 7–6(7–3)

### Парний розряд
Джеймі Маррей /  Ніл Скупскі —  Юрген Мельцер /  Едуар Роже-Васслен Walkover